# Dalhousie (accantonamento)
L'accantonamento di Dalhousie è una suddivisione dell'India, classificata come cantonment board, di 1.962 abitanti, situata nel distretto di Chamba, nello stato federato dell'Himachal Pradesh. In base al numero di abitanti la città rientra nella classe VI (meno di 5.000 persone).

## Geografia fisica
La città è situata a 32° 32' 51 N e 75° 58' 02 E, a breve distanza dalla città di Dalhousie.

## Società

### Evoluzione demografica
Al censimento del 2001 la popolazione dell'accantonamento di Dalhousie assommava a 1.962 persone, delle quali 1.106 maschi e 856 femmine. I bambini di età inferiore o uguale ai sei anni assommavano a 279, dei quali 154 maschi e 125 femmine. Infine, coloro che erano in grado di saper almeno leggere e scrivere erano 1.493, dei quali 875 maschi e 618 femmine.